# Mắt yếm Angola
Mắt yếm Angola, tên khoa học Batis minulla, là một loài chim trong họ Platysteiridae.